# Armenteule
Armenteule is een plaats en voormalige gemeente in het Franse departement Hautes-Pyrénées in de regio Occitanie en telt 60 inwoners (2009). De plaats maakt deel uit van het arrondissement Bagnères-de-Bigorre en sinds 1 januari 2016 van de gemeente Loudenvielle.

## Geografie
De oppervlakte van Armenteule bedraagt 0,7 km², de bevolkingsdichtheid is dus 87,1 inwoners per km².
De onderstaande kaart toont de ligging van Armenteule met de belangrijkste infrastructuur en aangrenzende gemeenten.

## Demografie
Onderstaande figuur toont het verloop van het inwonertal (bron: INSEE-tellingen).